# Isis (gruppo musicale)
Gli Isis sono stati un gruppo musicale post-metal statunitense attivo tra il 1997 e il 2010.
Lo stile del gruppo, del tutto particolare e originale, unisce sonorità rock progressivo e post rock a quelle heavy metal, più tipicamente sludge metal, spesso con toni lenti, ripetitivi ma cangianti, caratteristici del genere, portando avanti le correnti del post-metal e dell'"atmospheric sludge", seguendo gli stili dei pionieri del genere tra cui Neurosis e Godflesh.

## Storia
Gli Isis nascono dalle sessioni sperimentali a Boston, Massachusetts tra gli amici Aaron Turner (chitarra/voce; anche proprietario della Hydra Head Records, etichetta dove la band è signataria), Jeff Caxide (basso), Chris Mereschuk (tastiere e sintetizzatori) e Aaron Harris (batteria) verso la fine del 1997. Gli Isis pubblicarono un demo e il loro primo EP, Mosquito Control, nel 1998, con questa formazione. Dopo un tour nella East Coast degli Stati Uniti nell'estate del 1998, fecero entrare nella band Randy Larsen dei Cable alla chitarra, mentre Mereschuk lasciava la band. Jay Randall (ora degli Agoraphobic Nosebleed) lo sostituì successivamente, lavorando sull'album Red Sea. Tuttavia non rimase all'interno della band a lungo, poiché venne sostituito da Bryant Clifford Meyer dei The Gersch così come il chitarrista turnista Cast Iron Hike da Mike Gallagher nel 1999. In seguito alla pubblicazione del loro debutto Celestial e l'EP che seguì, SGNL>05 (alla Neurot Recordings), nel 2000, gli Isis guadagnarono attenzione all'interno della scena underground metal/hardcore grazie ai tour con Cave In e Neurosis. Gli Isis rimasero con questa formazione fino ai giorni attuali.
Per l'EP SGNL>05, contattarono Justin Broadrick (Godflesh) tramite i loro amici Neurosis per remixare la title track da Celestial, che hanno inserito nell'EP. In seguito a SGNL>05, si segnarono sotto l'etichetta di Mike Patton, la Ipecac Recordings, con la quale hanno avuto dei successivi problemi per la pubblicazione del loro secondo album.
Sebbene Celestial venne annoverato all'interno degli stili metal e hardcore, il successivo album del 2002, Oceanic, vede la band acquisire sonorità strettamente più post-rock e ambient, portando ad una significante notorietà alla corrente del post-metal. La maggior parte del materiale nell'album vede la band allontanarsi da sonorità più "metalliche": ciò vede la band ad un calo di attenzione da parte dei propri fan; come risulta, Oceanic venne considerato un punto decisivo nel cambiamento dello stile della band. Turner lo descrive come l'"album quintessenziale". Ricevette per lo più consensi da note riviste come Rock Sound e Terrorizer nel 2002. Nell'ottobre del 2003, gli Isis si trasferirono a Los Angeles.
Il tono distintivo di Oceanic rispetto a quello dei precedenti lavori ebbe notevole impatto sulla scena avant-garde della musica heavy metal; Cult of Luna, Pelican, Tides, Rosetta e Russian Circles citano gli Isis tra le loro influenze. Il loro successo underground attirò l'attenzione dei Mogwai, con i quali sono andati in tournée in svariate occasioni.
Oceanic Remixes and Reinterpretations venne pubblicato nel 2004, includendo le reinterpretazioni dei brani di Oceanic da numerosi artisti che dichiarano la band tra le più influenti. Sia Oceanic che Oceanic Remixes includono le voci femminili di Maria Christopher del gruppo 27. L'album incluse perlopiù un altro remix da parte di Justin Broadrick, di cui gli Isis hanno fatto da sostenitori nei tour della sua band, i Jesu, che sono firmatari alla Hydra Head Records.
Il 2004 vede l'uscita del terzo album della band, Panopticon. Fu significativo per il sound della band poiché vede un allontanamento da Oceanic, con uno stile strettamente più post-rock in termini di tecniche e di sonorità. Justin Chancellor dei Tool suona in una traccia dell'album, "Altered Course". Oltretutto, fu anche un album piuttosto acclamato dal pubblico, vince il titolo di 'album dell'anno' da Rock Sound e guadagnando la posizione numero 47 nella classifica Independent Albums di Billboard, dedicata ai lavori di band del panorama underground; significò per loro un'entrata nel mondo della musica mainstream. Dopo essere stati in tour negli USA, la band suonò ad un concerto gratuito al Los Angeles Museum of Contemporary Art, una manifestazione artistica che vedeva la band accompagnare con le note di Oceanic le rappresentazioni artistiche multimediali. Reagendo all'impatto di Oceanic e Panopticon, Revolver nominò gli Isis come la dodicesima band più heavy di tutti i tempi nel dicembre del 2004. Il 23 luglio 2006, eseguirono interamente Oceanic a KOKO a Londra come parte dell'All Tomorrow's Parties Don't Look Back season.
Originariamente previsto per il 22 agosto 2006, Clearing the Eye, il primo DVD della band, che documenta tutte le performance dal vivo della band negli anni della loro carriera in tutto il mondo, ebbe dei continui problemi di pubblicazione con la loro etichetta firmataria, la Ipecac Recordings. Venne infine pubblicato il 26 settembre 2006. Sempre nello stesso periodo, una collaborazione con gli Aereogramme, intitolata In the Fishtank 14 venne pubblicato come parte dell'etichetta olandese Konkurrent.

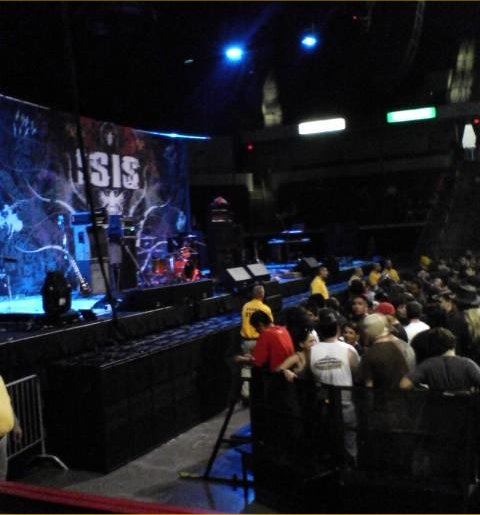
Scena di una tappa del tour 2006 con i Tool

La band terminò le registrazioni del loro quarto album di studio, In the Absence of Truth, il 9 luglio 2006. Venne pubblicato il 31 ottobre 2006 alla Ipecac. Le registrazioni videro la band evolvere il proprio sound già sperimentato in Oceanic e Panopticon, aggiungendo un cospicuo numero di elementi di elettronica, strutture vocali e ritmiche assai complesse e tecniche. Vede l'emergere di sonorità più melodiche rispetto al precedente, e l'allontanamento dal caratteristico "drone", predominante nei loro lavori degli esordi. Ebbe un notevole successo commerciale, arrivando alla sesta posizione nella Top Heatseekers di Billboard.
Gli Isis aprirono i concerti dei Tool verso la fine del 2006 nel tour nordamericano per presentare il loro nuovo album, 10,000 Days.
Nel febbraio del 2007, gli Isis hanno ricontattato Justin Broaderick per mixare la performance dal vivo di Oceanic, e hanno collaborato con Tim Hecker, come conferma Turner ad un'intervista su MTV: "Abbiamo già registrato quello che abbiamo realizzato insieme. È stato ampiamente improvvisato ma basato su diverse strutture basilari e parametri. Potrebbe finire per essere una registrazione definitiva."
Nel 2009 esce il loro ultimo album The Wavering Radiant.
Il 18 maggio 2010 annunciano il loro scioglimento.

## Formazione
Ultima
- Jeff Caxide – basso
- Michael Gallagher – chitarra
- Aaron Harris – batteria
- Bryant Clifford Meyer – chitarra
- Aaron Turner – chitarra, voce

Ex componenti
- Chris Mereschuk – elettronica, voce
- Jay Randall – elettronica

Turnisti
- Maria Christopher e Ayal Naor di 27 (entrambi hanno contribuito a Oceanic)
- Justin Chancellor, bassista dei Tool (ha contribuito ad una canzone in Panopticon)
- Adam Jones, chitarrista dei Tool (ha contribuito a due canzoni in Wavering Radiant)

## Discografia

### Album in studio
- 2000 – Celestial
- 2002 – Oceanic'
- 2004 – Panopticon
- 2006 – In the Absence of Truth
- 2009 – Wavering Radiant

### Album dal vivo
- 2004 – Live.01
- 2004 – Live.02
- 2005 – Live.03
- 2006 – Live.04

### Raccolte
- 2012 – Temporal

### EP
- 1998 – The Mosquito Control EP
- 1999 – The Red Sea
- 1999 – Sawblade
- 2001 – SGNL>05

### Singoli
- 2008 – Holy Tears
- 2008 – Not in Rivers, but in Drops

### Collaborazioni
| Anno | Dettagli | Tipo        |
| ---- | --- | ----------- |
| 2000 | Split with Pig Destroyer - Pubblicato: - - Etichetta: Robotic Empire - Formato: Digitale                                                   | Split album |
| 2004 | Oceanic: Remixes & Reinterpretations - Pubblicato: 7 luglio 2004 - Etichetta: Hydra Head Records - Formato: 2xCD                           | Cover album |
| 2006 | In the Fishtank 14 - Pubblicato: - - Etichetta: Konkurrent - Formato: CD                                                                   | Split album |
| 2008 | Shades of the Swarm - Pubblicato: 22 febbraio 2008 - Etichetta: Robotic Empire and Conspiracy Records (Robo 074, CORE058) - Formato: 12xLP | Box Set     |

Gli Isis sono anche apparsi in tributo ai Melvins intitolato We Reach: The Music of the Melvins, in collaborazione con gli Agoraphobic Nosebleed in una reinterpretazione di "Boris".

## Videografia
| Album                          | Titolo                          | Lunghezza | Regia             |
| ------------------------------ | ------------------------------- | --------- | ----------------- |
| Panopticon (2004)              | "In Fiction"                    | 5:37      | Josh Graham       |
| In the Absence of Truth (2006) | "Holy Tears"                    | 5:13      | Dominic Hailstone |
| In the Absence of Truth (2006) | ""Not In Rivers, But In Drops"" | 7:48      | Sera Timms        |

### DVD
| Anno | Titolo           | Dettagli                                                                                    |
| ---- | ---------------- | ------------------------------------------------------------------------------------------- |
| 2006 | Clearing the Eye | Raccoglie tutti i diversi concerti dal vivo della band nei cinque anni della loro carriera. |